# Rhipicephalus dux
Rhipicephalus dux är en fästingart som beskrevs av Wilhelm Dönitz 1910. Rhipicephalus dux ingår i släktet Rhipicephalus och familjen hårda fästingar. Inga underarter finns listade i Catalogue of Life.